# Muhimbili University of Health and Allied Sciences
Muhimbili University of Health and Allied Sciences (MUHAS) – tanzańska publiczna szkoła wyższa, zlokalizowana w Dar es Salaam.
W 1963 roku po uzyskaniu przez Tanganikę niepodległości, Ministerstwo Zdrowia tego kraju założyło w Dar es Salaam Szkołę Medyczną (Dar es Salaam Medical School), której celem było kształcenie personelu szpitali. W 1968 roku uzyskała ona status zakładu (Faculty of Medicine) na Uniwersytecie Wschodniej Afryki, a następnie na wydzielonym z niego Uniwersytecie Dar es Salaam.    
W 1976 roku zakład został połączony ze szpitalem Muhimbili, tworząc Muhimbili Medical Centre. Jednostka ta została w 1991 roku podzielona na Muhimbili University College of Health Sciences (MUCHS), college wchodzący w skład Uniwersytetu Dar es Salaam oraz Muhimbili National Hospital. W 2007 roku MUCHS uzyskał status samodzielnego uniwersytetu.  
W skład uczelni wchodzą trzy campusy:
- Muhimbili Campus położony w dzielnicy Upanga w Dar es Salaam
- Mloganzila Campus, ok. 25 km od Dar es Salaam
- Bagamoyo Teaching Unit w Bagamoyo.

## Źródła
- Historia. muhas.ac.tz. [zarchiwizowane z tego adresu (2016-11-21)]. na stronie uczelni